# Хронологија Народноослободилачке борбе 1941.
| ◄ 1930—1939.                                                              |              |
| 1940. 1941 / 1941. 1942. 1943. 1944. 1945 / 1945. 1946. 1947. 1948. 1949. | 1950—1959. ► |

Хронолошки преглед важнијих догађаја Народноослободилачке борбе народа Југославије, који су се десили током 1941. године.
Напомена: Преглед догађаја за 1941. годину се бави само догађајима који су се одвијали од јула месеца, док је претходни период представљен у чланку — Хронологија радничког покрета и КПЈ 1941.
| Јул ’41 Август ’41 Септембар ’41 Октобар ’41 Новембар ’41 Децембар ’41 |

## Јул

#### 4. јул
- У Београду одржана седница Политбироа ЦК КПЈ на којој је одлучено — да се са саботажа и диверзија пређе на општи устанак и да партизански рат буде основна форма развијања устанка. У поједине делове земље су били упућени чланови ЦК КПЈ ради организовања устанка, а народима Југославије је упућен Проглас са позив на устанак (овај догађај касније се обележавао као Дан борца).[1]

#### 5. јул
- У Београду, на Бањици у касарни бившег 18. пешадијског пука одлуком Управе града Београда, а уз сагласност Гестапоа, формиран злогласни Бањички логор.[1]

#### 7. јул
- У Белој Цркви, код Крупња Рађевска чета Ваљевског партизанског одреда, под руководством командира Жикице Јовановића Шпанца, ликвидирала квислиншку жандармеријску патролу која је покушала да растури народни збор (овај догађај касније се обележавао као Дан устанка народа Србије).[1]

#### 13. јул
- Герилски одреди Црне Горе разоружали низ италијанских карабинијерских и жандармеријских станица, а у борби са непријатељем убили и заробили више италијанских војника и запленили знатне количине ратног материјала (овај догађај касније се обележавао као Дан устанка народа Црне Горе; за више информација погледати Тринаестојулски устанак).[1]

#### 22. јул
- Отпочели организовани напади партизанских јединица у Словенији на окупаторске војнике и објекте (овај догађај касније се обележавао као Дан устанка народа Словеније).[1]

#### 27. јул
- Герилски одреди, под руководством Штаба герилских одреда за срез Босанско Грахово и околину, праћени стотинама сељака заузели Дрвар и Босанско Грахово, уништили жандармеријске станице Оштрељ, Манастир Рмањ, Потоке, Грковце, заузели двадесетак жандармеријских станица и разбили неколико мањих одреда усташа, жандарма и домобрана који су покушали да од Срнетице, дуж железничке пруге, продру у Дрвар (овај догађај касније се обележавао као Дан устанка народа Босне и Херцеговине).[1]
- Герилски одреди и народ из околине Доњег Лапца, заузели комуникације које су водиле ка Србу, напали усташко-жандармеријску станицу у заузели Срб. Истог дана разрушили су пругу Книн-Дрвар, код села Тишковца и код села Кланца уништили камион са усташама. Наредних дана устанак се проширио на остале крајеве Лике (овај догађај касније се обележавао као Дан устанка народа Хрватске).[1]

| Јул ’41 Август ’41 Септембар ’41 Октобар ’41 Новембар ’41 Децембар ’41 |

## Август

#### 4. август
- У близини Ботаничке баште у Загребу, шест чланова СКОЈ-а, под руководством Славка Комара, бацили су бомбе на Усташку „Свеучилишну сантију“.[2]

#### 8. август
- На планини Космају у сукобу са немачким јединицама погинуо члан Главног штаба НОП одреда Србије Бранко Крсмановић (1915—1941), народни херој.[2]

#### 10. август
- У илегалној штампарији ЦК КПЈ у Београду штампан први број „Билтена Главног штаба НОПО Југославије“.[2]

#### 17. август
- У Марибору, овог дана и сутрадан, немачки војници стрељали 13 родољуба, међу којима и секретара Покрајинског комитета КП Словеније за Штрајерску и члана ЦК КП Словеније Славка Шландера (1909—1941) и члана ПК КПС за Штрајерску Славу Клавору (1921—1941), народне хероје.[2]

#### 22. август
- Из затвора у Сремској Митровици побегла 32 политичка затвореника-комуниста (види: Бег из Сремскомитровачког затвора 1941.).[2]

#### 29. август
- У Београду образована Влада „Народног спаса“ генерала Милана Недића са задатком да организује оружане снаге, које би са немачким јединицама угушиле устанак у Србији.[2]

| Јул ’41 Август ’41 Септембар ’41 Октобар ’41 Новембар ’41 Децембар ’41 |

## Септембар

#### 3. септембар
- Ваљевски партизански одред и четнички одреди Владе Зечевића и Ратка Мартиновића, после тродневних борби, заузели Крупањ.[3]

#### 16. септембар
- Генерални секретар КПЈ и командант Главног штаба НОП одреда Југославије Јосип Броз Тито, чланови ЦК КПЈ и ГШ НОП одреда Југославије отишли из Београда на ослобођену територију западне Србије да непосредно руководе устанком.[3]

#### 19. септембар
- У селу Струганик, код Ваљева, одржан састанак између команданата Главног штаба НОПОЈ Јосипа Броза Тита и команданта четничких одреда пуковника Драгољуба Драже Михаиловића са циљем постизања споразума о заједничкој борби партизана и четника против окупатора. До споразума није дошло, али је постигнут усмени споразум о ненападању.[3]

#### 24. септембар
- Ужички партизански одред ушао у Ужице, које су Немци напустили и предали четницима. Након овога Ужице је постало центар слободне партизанске територије тзв „Ужичке републике”.[3]

#### 26. септембар
- У селу Столицама, код Крупња одржано војно-политичко саветовање представника НОП Југославије и партијских руководстава КПЈ из читаве Југославије. На саветовању су донете значајне одлуке за учвршћење и развијање Народноослободилачке борбе — формирани су Главни штабови у свим покрајинама, а Главни штаб је преименован у Врховни штаб НОПОЈ; почело је стварање чвршћих и јединственијих војних формација и већа пажња је посвећена формирању НО одбора.[3]

#### 29. септембар
- Отпочеле операције немачке 342. пешадијске дивизије са тежиштем на комуникацији Шабац—Лозница (почетак Прве непријатељске офанзиве).[3]

| Јул ’41 Август ’41 Септембар ’41 Октобар ’41 Новембар ’41 Децембар ’41 |

## Октобар

#### 1. октобар
- Чачански партизански одред ослободио Чачак.[4]

#### 11. октобар
- Према одлуци Покрајинског комитета КПЈ за Македонију, Прилепски партизански одред (подељен у три групе) извршио напад на полицијску станицу, затвор, пошту и телефонска постројења у Прилепу (овај дан славио се као Дан устанка народа Македоније).[4]

#### 18. октобар
- У борби против усташа приликом хапшења у Карловцу погинуо члан ЦК КПЈ Јосип Краш (1900—1941), народни херој.[4]

#### 19. октобар
- У ослобођеном Ужицу изашао први број листа „Борба“, органа КП Југославије.[4]

#### 20. октобар
- У селу Велико Очијево, код Дрвара, група одметника убила члана ЦК КПЈ и једног од организатора устанка у Лици Марка Орешковића (1896—1941), народног хероја.[4]

#### 21. октобар
- У Крагујевцу Немци извршили масовно стрељање 2.300 грађана, као одмазду због претрпљених губитака у борбама против устаничких снага.[4]

#### 26. октобар
- У селу Брајићима, код Горњег Милановца одржан састанак Врховног команданта НОПОЈ Јосипа Броза Тита и команданта Четничких одреда Драже Михаиловића у циљу постизања споразума о заједничкој борби против окупатора. До споразума није дошло, али је постигнут споразум о подели ратног плена.[4]

| Јул ’41 Август ’41 Септембар ’41 Октобар ’41 Новембар ’41 Децембар ’41 |

## Новембар

#### 6. новембар
- Бугарска полиција ухапсила секретара Покрајинског комитета КПЈ за Македонију Лазара Колишевског. Руковођење Покрајинским комитетом преузео Бане Андреев.[5]

#### 11. новембар
- У Совјетском Савезу отпочеле емисије радио-станице „Слободна Југославија“.[5]

#### 17. новембар
- У Сплиту италијански окупатор ухапсио секретара Централног комитета КП Хрватске Рада Кончара, који је покушао да се спасе бекством, али је рањен у ногу.[5]

#### 26. новембар
- У Ужицу Врховни штаб НОП одреда Југославије донео одлуку да се што упорније брани слободна територија западне Србије, а потом да се главнина снага повуче ка Санџаку, а други део забаци непријатељу за леђа и даље дејствује на свом терену.[5]

#### 29. новембар
- На Кадињачи делови немачке 342. пешадијске дивизије напали ојачани Раднички батаљон Ужичког НОП одреда. Браниоци Кадињаче нису дозволили непријатељу да продре у Ужице, док није изгинуо читав Раднички батаљон, са командантом Ужичког одреда Душаном Јерковићем (1914—1941), политичким комесаром Посавског одреда Бором Марковићем (1907—1941), народним херојима и командантом Радничког батаљона Андријом Ђуровићем.[5]

| Јул ’41 Август ’41 Септембар ’41 Октобар ’41 Новембар ’41 Децембар ’41 |

## Децембар

#### 1. децембар
- Црногорски НОП одред за операције у Санџаку извршио напад на Пљевља, где се налазио јак гарнизон италијанске дивизије „Пустерија“. Одред је, у оштрим борбама, успео да заузме знатан део града, али је био присиљен да се у зору 2. децембра повуче уз велике губитке. Непријатељ је имао 74 мртва и око 170 рањених војника, док су партизанске снаге имале 232 мртва и 270 рањених бораца.[6]

#### 5. децембар
- У трочасовној борби на Мраковици, на планини Козари, делови Другог крајишког одреда готово потпуно уништили Други батаљон домобранског 11. пешадијског пука. Заробљено 92, а убијено 78 домобрана.[6]

#### 7. децембар
- У селу Дренови, код Нове Вароши, одржан састанак Политбироа ЦK КПЈ на коме је одлучено да се приступи формирању пролетерских бригада, као виших форми у организационом развоју оружаних снага.[6]

#### 16. децембар
- На предлог владе, мађарски парламент донео одлуку о припајању окупиране територије Међумурја, Бачке и Барање Краљевини Мађарској.[6]

#### 21. децембар
- У Рудом, одлуком ЦК КПЈ и наредбом Врховног штаба НОП одреда Југославије, формирана Прва пролетерска ударна бригада. Команду над бригадом је привремено имао Врховни штаб, а за политичког комесара је именован Филип Кљајић Фића.[6]

#### 22. децембар
- У селу Гаочићима, код Рудог, делови Прве пролетерске ударне бригаде уништиле ојачану чету италијанске дивизије „Пустерија“. Заробљена су 124 италијанска војника, а заплењен већа количина наоружања. Ово је била прва борба бригаде, и она се после рата обележавала као Дан Југословенске народне армије.[6]

#### 29. децембар
- Врховни штаб НОП одреда обавестио Коминтерну о немачкој офанзиви у Србији, губитку слободне територије, борбама против четника, формирању Прве пролетерске ударне бригаде и тражио материјалну помоћ од Совјетског Савеза.[6]

| Јул ’41 Август ’41 Септембар ’41 Октобар ’41 Новембар ’41 Децембар ’41 |